# Villa Blum

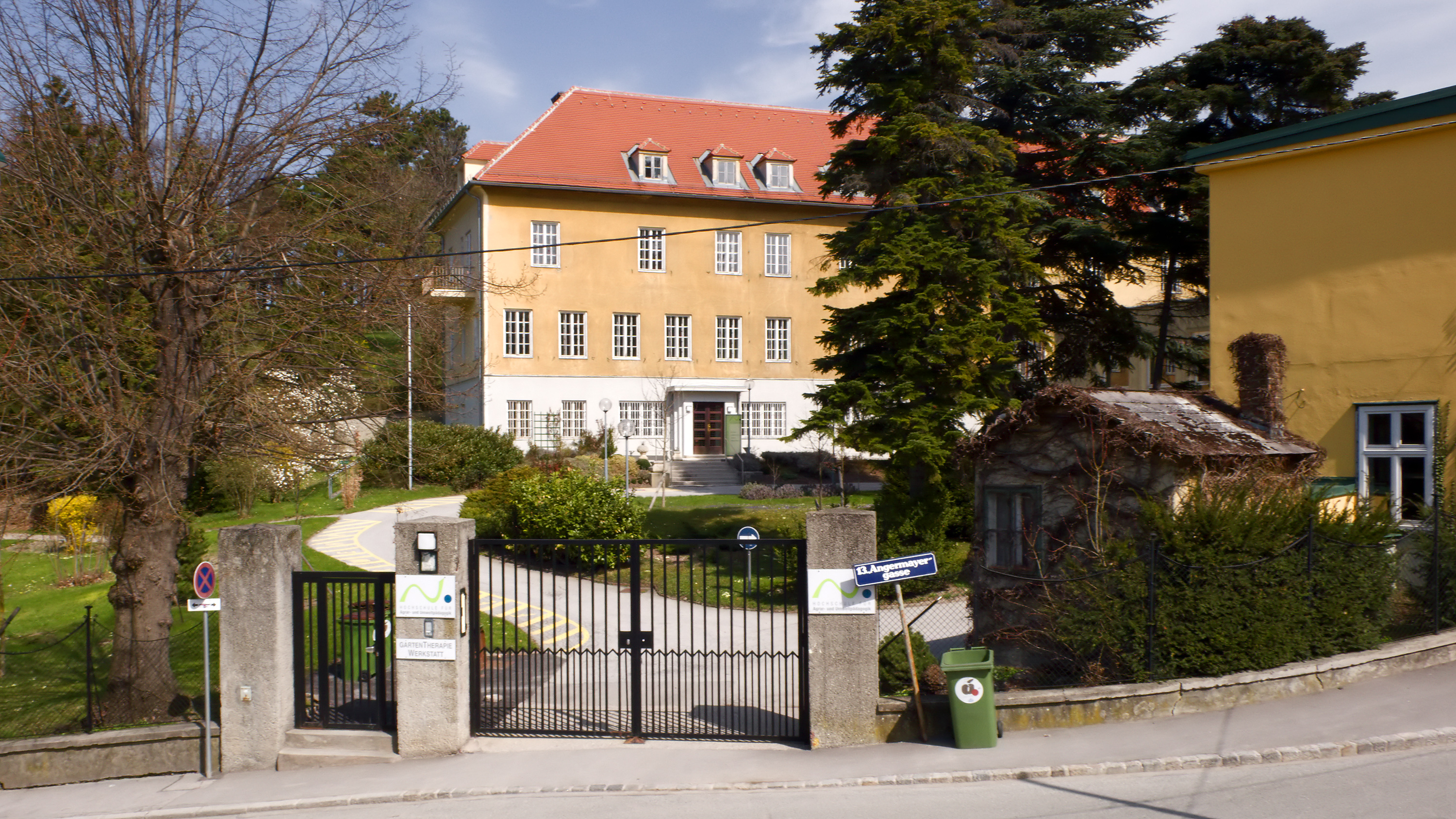
Die Villa Blum in der Angermayergasse

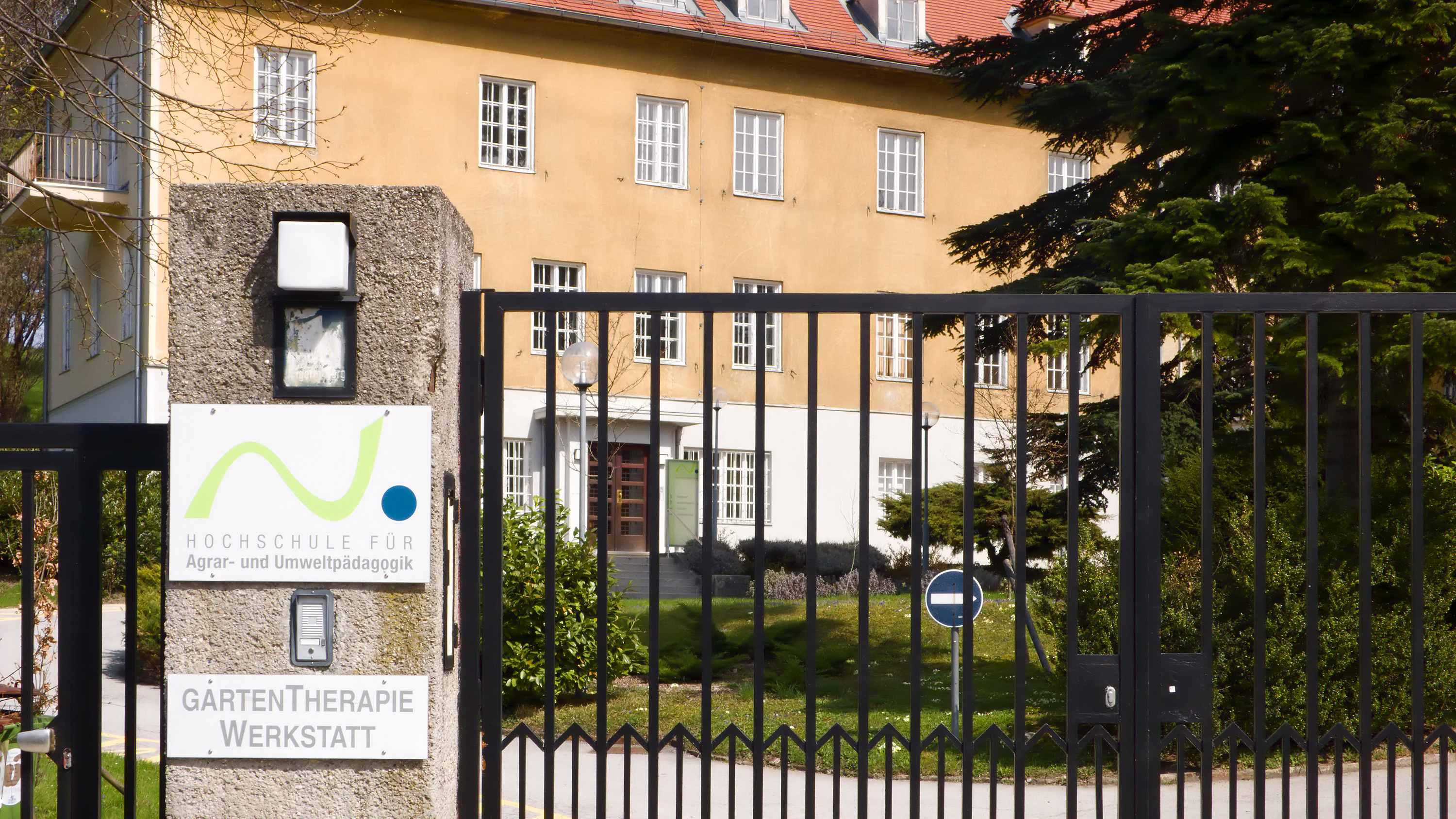
Der Eingang zur Hochschule für Agrar- und Umweltpädagogik

Unter dem Namen Villa Blum ist ein historisch bedeutsames, heute als Hochschule genütztes Villengebäude in Wien-Hietzing (Angermayergasse 1) bekannt.

## Geschichte
Auf dem weitläufigen Terrain stand schon in den 1880er Jahren ein als Villa zu bezeichnendes Gebäude. Der Situationsplan 1893 zeigt auch einen heute noch bestehenden Aussichtsturm auf dem zum Grundstück gehörigen Trazerberg (277 m ü. A.) und ein gleichfalls bis heute existierendes ehemaliges Portierhaus.
Der aus Ungarn stammende Textilindustrielle Leopold Blum kaufte das Anwesen 1918. Blum, Besitzer der Wachstuchfabrik Blum & Haas in der Eitelbergergasse und Erzeuger von Kunstleder und Linoleum, gab dem Architekten Carl Witzmann den Auftrag für die Planung eines 1923 errichteten neuen, repräsentativen Villengebäudes an der Stelle der alten Villa, die um 1921 abgetragen wurde.
1941 wurde das Anwesen durch die Gestapo beschlagnahmt. 1942 wurde es vom Flugzeugindustriellen Ernst Heinkel erworben. Dieser ließ 1943 die Villa teilweise als Betriebsgebäude adaptieren und an der Ostseite einen Anbau errichten. Dabei entstanden auch Entwurfsbüros, ein Modellraum und Hallen. Architekt war Hans Payer.
In den alten Kelleranlagen am Südhang des Trazerberges wurden kurzfristig Flugzeugmotoren produziert. Nach dem Krieg dienten sie als Obstlager. Heute sind sie weitgehend unzugänglich.
Nach der 1950 erfolgten Restitution verkaufte Familie Blum das Anwesen 1952 an das Bundesministerium für Land- und Forstwirtschaft. Das Ministerium richtete hier ein Bundesseminar für das land- und forstwirtschaftliche Bildungswesen ein. 1958/59 und 1978 erfolgten erneut umfangreiche bauliche Erweiterungen. Das Bundesseminar wurde 1966 als den Akademien verwandt erklärt. Seit 1. Oktober 2007 firmiert die bisherige Agrarpädagogische Akademie als Hochschule für Agrar- und Umweltpädagogik.
Rektor Thomas Haase initiierte die Aufarbeitung der Geschichte des Hauses. ORF-„Wien heute“-Redakteurin Gabriele (Gabi) Hassler führte mit ihm ein Interview, das am 7. August 2019 tv-ausgestrahlt wurde.